# Kensingtonstenen
Kensingtonstenen (engelska: the Kensingston runestone) är en omdiskuterad amerikansk runsten från 1800-talet. Stenen upptäcktes 1898 i Solem, Douglas County, Minnesota, USA, av svenskamerikanen Olof Öhman och namngavs efter den närmsta bosättningen, Kensington. Ristningen berättar att stenen rests av vikingar på 1300-talet men då texten är skriven på regional svenska och är utförd med särskilda sentida runor anses stenen vara ett bluffmakeri av Olof Öhman eller någon anhörig till honom. Den sentida runstilen härrör dalarna och närliggande landskap där Öhman och hans anhöriga härstammar från.
Stenen var länge det enda exemplet med dessa runor, sedermera kallade kensingtonrunor, varför stenen under lång tid vållade huvudbry för runologer om stenens härkomst. Majoriteten av de runologer och lingvister, bland annat Riksantikvarieämbetets före detta runexpert Helmer Gustavson (1938–2018), som engagerat sig i stenen ansåg redan i början att den är ett falsarium från slutet av 1800-talet men det var först genom nya fynd mellan 2018 och 2022 som teorin kunde bekräftas helt.
I USA finns ett starkt folkligt stöd för runstenens äkthet, i synnerhet lokalt runt Kensington där stenen ”fått ett eget liv”, detta trots att stenen har analyserats och avfärdats upprepade gånger av etablerade akademiska forskare, dock utan nämnvärd inverkan på den lokala opinionen.
Stenen har måtten 76 × 41 × 15 cm och väger drygt 90 kg. Den är ristad på framsidan och ena sidan.

## Historia
Svenskamerikanen Olof Öhman har uppgett att han fann stenen år 1898 när han rensade sin mark från träd och stubbar för att förbereda inför plöjning. Han hade då nyss tagit över en bit mark som i flera år varit definierad som ”Internal Improvement Land”. Stenen låg nära en liten kulle som reste sig ovan sumpmarken och var intrasslad i rotsystemet till en 30–40 år gammal poppel. Enligt ett flertal vittnen var flera av trädets rötter tillplattade och satt hårt runt stenen. Öhmans tioårige son noterade några märken på stenen, och Öhman har uppgett att han trodde att de stött på en indianalmanacka.
När Öhman upptäckte stenen var Leif Erikssons resa till Vinland ett populärt samtalsämne, och det fanns ett förnyat intresse för vikingar i Skandinavien på grund av den då rådande nationalromantiken. Fem år tidigare hade en dansk arkeolog bevisat att det var möjligt att resa till Nordamerika med vikingaskepp. Unionskrisen mellan Sverige och Norge var också högaktuell, vilket gjorde att vissa norrmän och svenskar hävdade att stenen var ett svenskt respektive norskt falsarium eftersom stenens inskription nämner en gemensam svensk-norsk expedition vid en tidpunkt då Sverige och Norge styrdes av samma kung, Håkan Magnusson.
Strax efter stenens upptäckt ställdes den ut på en lokal bank. Det finns inga belägg för att Öhman försökte tjäna pengar på sitt fynd. En felläst kopia av inskriptionen letade sig så småningom fram till grekiska institutionen vid University of Minnesota, för att sedan vidarebefordras till Olaus J. Breda, professor i skandinaviska språk och litteratur 1884–1899. Breda visade föga intresse för fyndet och hans runkunskaper blev också ifrågasatta av andra forskare. Breda gjorde dock ändå en översättning, förklarade stenen som ett falsarium och förmedlade kopior till olika lingvister i Skandinavien. Den norske arkeologen Oluf Rygh ansåg också att stenen var en förfalskning, liksom ett flertal andra lingvister. Minnesota verkar också till synes vara en mycket mer osannolik plats för vikingabosättningar än L'Anse aux Meadows, Newfoundland, där arkeologiska bevis för att vikingabosättningar kring år 1000 e.Kr. upptäcktes 1960. 
Stenen skickades nu till Northwestern University i Chicago. Då olika forskare antingen avfärdade stenen som ett falsarium eller inte kunde identifiera en adekvat historisk kontext, skickades stenen tillbaka till Öhman som sägs ha placerat den med inskriften nedåt vid sin dörr som trappsteg där han även rätade ut spik (flera år efter uppgav Öhmans son att detta inte var sant och att de istället ställt undan stenen i ett näraliggande skjul. Dock verkar han referera till hur stenen bevarades innan den fick uppmärksamhet i slutet av 1898). 1907 köptes stenen, enligt uppgift för tio dollar, av Hjalmar Holand, en student vid University of Wisconsin-Madison. Holand skapade ett nytt allmänt intresse kring stenen och vidare undersökningar gjordes av geologen Newton Horace Winchell (Minnesota Historical Society) samt lingvisten George Flom (Philological Society från University of Illinois), som båda publicerade sina åsikter i frågan 1910.
Enligt Winchell var trädet som växte ovan stenen försvunnet före 1910, men ett antal popplar som växte nära fyndplatsen var enligt vittnen av ungefär samma storlek som det ursprungliga. Genom att åldersbestämma dessa genom årsringar kom han fram till att de var runt 30–40 år gamla. Winchell skrev brev till dem som var med vid en undersökning vid fyndplatsen 1899, och deras estimeringar ur minnet, utan att nämna årsringar, gick faktiskt så lågt som 10–12 år i fallet Cleve Van Dyke (folkskolans superintendent). Det omkringliggande området var inte bebott förrän 1858, och inflyttningar var strikt begränsade under en tid på grund av Dakotakriget 1862 (även om det rapporterats att det bästa landet kring Solem, Holmes City, redan var taget 1867 av en blandad grupp svenskar, norrmän och ”Yankee”-nybyggare). Winchell kom också fram till att slitaget på stenen indikerade att inskriptionen var runt 500 år gammal. Samtidigt framhöll Flom en stark divergens mellan runorna som använts på Kensingtonstenen och de som användes under 1300-talet. På samma sätt var inskriptionens språk förvånansvärt modernt jämfört med det språk som talades i Skandinavien på 1300-talet.
Kensingtonstenen förvaras för närvarande på Runestone Museum i Alexandria, Minnesota i USA.

## Hypotetisk historisk bakgrund

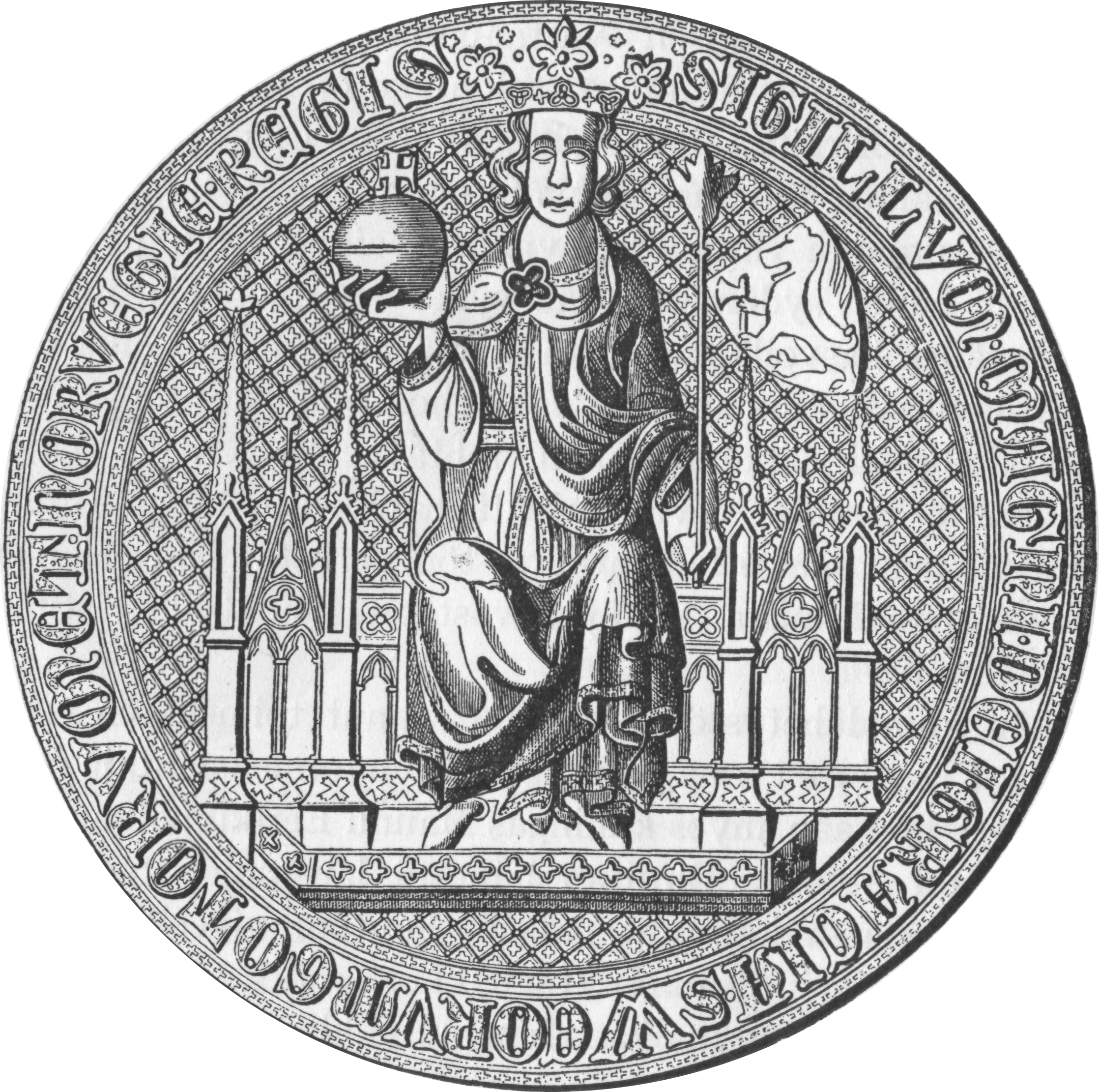
Magnus Erikssons domsigill

År 1577 skrev kartografen Gerardus Mercator ett brev som innehöll den enda detaljerade beskrivning som finns av innehållet i en geografisk text om den arktiska delen av Atlanten, förmodligen skriven över 200 år tidigare av en Jacob Cnoyen. Cnoyen hade fått veta att åtta män hade återkommit till Norge 1364 från de arktiska öarna, och att en av dem, en präst, gav den norske kungen en stor mängd geografisk information.  Böcker skrivna i början av 1800-talet av forskare som Carl Christian Rafn avslöjade att det faktiskt kunde finnas lite sanning bakom Mercators utsaga. En präst vid namn Ivar Bardarson, som tidigare varit baserad på Grönland, dök verkligen upp i norska källor från 1364 och framåt, och kopior av hans geografiska beskrivningar av Grönland finns fortfarande bevarade. Dessutom hade kung Magnus Eriksson av Sverige och Norge utfärdat ett brev 1354 där han utsåg en lagman vid namn Paul Knutsson till ledare för en expedition till kolonin på Grönland för att utröna huruvida grönlänningarna höll sig till den kristna kulturen eller ej. Ett annat dokument som återgavs av 1800-talsforskarna var ett forskningsarbete, ett försök av en isländsk biskop, Gisli Oddsson, att 1637 försöka skapa en komplett historik över de arktiska kolonierna. Gisli Oddsson daterade grönlänningarnas försvinnande från den kristna gemenskapen till 1342 och hävdade att dessa hade försvunnit till Amerika. De som hävdar Kensingtonstenens äkthet menar att Paul Knutsson därför rest vidare från Grönland till Nordamerika för att eftersöka grönlänningarna. Största delen av expeditionen skulle då ha dött i Minnesota och ha efterlämnat just de åtta överlevande som återvände till Norge.
Emellertid finns det inga bevis för att Paul Knutssons expedition någonsin satte segel (Norges regering upplevde stora problem 1355) och Cnoyens information, så som den är beskriven hos Gerardus Mercator, säger uttryckligen att de åtta män som kom till Norge 1364 inte var överlevande från en expedition, utan istället ättlingar till de kolonister som bott på Grönland i generationer. Dessutom skulle de ovan nämnda böckerna från början av 1800-talet, som var populära och väckte stort intresse hos skandinaviska amerikaner, varit relativt lätt tillgängliga för en lurendrejare vid slutet av 1800-talet.

### Geografi

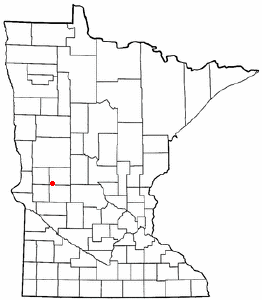
Kensington i Minnesota.

En naturlig nord-sydlig navigationsrutt – tillgänglig genom ett antal naturliga, men farliga, öppningar – kan dras från Hudson Bay via Nelson River genom Lake Winnipeg och Red River of the North. Den norra vattenvägen har sin början vid Traverse Gap, där källan till Minnesota River finns på andra sidan, och som i sin tur flödar till Mississippifloden vid Minneapolis. En expedition som tar sig in i Nordamerika från norr för att leta efter en rutt söderut (eventuellt med hjälp av indianernas kunskap om möjliga vattenvägar) skulle därför kunna ha passerat nära Kensington.

### Övriga eventuella bevis
Den ovan beskrivna vattenvägen har också påståtts ha eventuella tecken på medeltida skandinavisk närvaro. Vid Cormorant Lake i Becker County, Minnesota, finns det tre klippblock med triangulära hål som påståtts likna dem som använts för förtöjning i Norge på 1300-talet. Holand fann andra triangulära hål i stenar nära Kensingtonstenens fyndplats; dock har experimentell arkeologi senare påtalat att hål utkarvade i sten med mejsel istället för borr tenderar att ha en triangulärt tvärsnitt, oavsett hålens ändamål. En bit norrut, vid Red River, Climax, Minnesota, fann man 1871 ett eldstål en bra bit under mjuk mark som överensstämmer med medeltida norska eldstål vid Oslos universitets museum i Norge.
Det har också varit anmärkningsvärt många diskussioner kring det som ganska nyligen blivit kallad Vérendryestenen – en liten runsten som antas ha upptäckts på 1730-talet vid en av de tidigaste expeditionerna kring vad som senare blev gränsen mellan Kanada och USA – ”antas” på grund av att fyndet inte omnämns i expeditionens journal och inte heller i andra förstahandskällor. Den enda källan är ett referat av en konversation som rörde expeditionen. Referatet nedtecknades ett decennium efter att konversationen ägde rum.
Inga icke-indianska fynd före 1492 har blivit upptäckta under kontrollerade, professionellt genomförda arkeologiska undersökningar långt från den nordamerikanska kontinentens östkust. Med dagens teknik är dateringen av hål huggna i stenar lika osäker som dateringen av Kensingtonstenen.

## Debatt
Hjalmar Holand tog Kensingtonstenen med sig till Europa, och samtidigt som dagstidningar i Minnesota publicerade många debattartiklar rörande stenens äkthet blev stenen snabbt klassad som falsk av svenska lingvister.
I drygt 40 år skrev Holand artiklar och ett flertal böcker för att vända den offentliga och professionella opinionen. Han vann en liten seger 1949 då stenen ställdes ut på Smithsonian Institution, och forskare som William Thalbitzer och S. N. Hagen publicerade artiklar där de stödde stenens autenticitet. Vid ungefär samma tid ifrågasatte dock åter skandinaviska lingvister, bland andra Sven B.F. Jansson, Erik Moltke, Harry Andersen och K. M. Nielsen (tillsammans med en populärvetenskapligt skriven bok av Erik Wahlgren) stenens äkthet.
Liksom Wahlgren hävdade historikern Theodore Blegen att Öhman hade ristat Kensingtonstenen som ett upptåg, möjligen med hjälp av andra i Kensingtonområdet. En upplösning verkade nära när en transkription av ett ljudband från 1976 dök upp. Inspelningen var gjord av Walter Gran flera år tidigare, och på bandet säger Gran att hans far John 1927 erkände att Öhman gjort inskriptionen på Kensingtonstenen. John Grans berättelse var emellertid byggd på andrahandsanekdoter som han hört om Öhman. Även om inspelningen presenterades som en dödsbäddsbiktning levde Gran ett antal år efter inspelningen utan att säga ett ord om stenen. 2005 försökte några som hävdar stenens äkthet förklara detta med att Gran var avundsjuk på den uppmärksamhet Öhman fått på grund av fyndet.
Möjligheten att stenen har ett skandinaviskt ursprung fick ny kraft 1982, då Robert Hall, Professor emeritus i italienska och litteratur vid Cornell University (dock ingen skicklig runolog; se den negativa recensionen av hans bok av R.I. Page) publicerade en bok (med en uppföljare 1994), där han ifrågasatte kritikernas metoder. Han hävdade att de udda filologiska problemen i inskriptionen kunde vara ett resultat av normala dialektala variationer i fornsvenskan vid den tid, då inskriptionen antogs ha ristats. Vidare hävdade han att kritikerna misslyckats att ta till sig de fysiska och geologiska bevis som han ansåg vara de viktigaste bevisen för stenens äkthet. Samtidigt hävdade förre professorn Erik Wahlgren vid UCLA i The Vikings and America (1986) att stenens text bär lingvistiska anomalier och en stavning, som visar på att stenen är ett falsarium.

### Richard Nielsen
Inspirerad av Hall började Richard Nielsen, ingenjör och amatörspråkforskare från Texas, att studera Kensingtonstenens runor och lingvistiska problem 1983. Nielsen hävdade till exempel att runan som tidigare tolkats som ”J” (och som kritikerna hävdat uppfanns av förfalskaren) skulle kunna tolkas som en sällsynt form av ”L”-runan, en runa som bara hittats i ett fåtal 1300-talsdokument.

### Fysisk analys
I december 1998, precis 100 år efter att runstenen hittades, gjordes en detaljerad analys för första gången sedan Winchells analys 1910. Den nya analysen inkluderade fotografering med reflexljusmikroskop, ytprover och undersökning med elektronmikroskop.
I november 2000 presenterade geologen Scott F. Wolter sina preliminära rön som verkade peka mot att stenen vittrat i marken i minst 50-200 år. Mer specifikt: han fann att glimmerkristallerna i inskriften hade brutits ned totalt. Prover från 200-åriga gravstenar i Maine visade en omfattande kristalldegradation men inte den totala nedbrytning som hittades på Kensingtonstenen. Vad undersökningen inte kan avslöja är i vilken miljö stenen befunnit sig efter att den ristades – till exempel hur länge den varit utsatt för luft innan den eventuellt välte med runorna nedåt.
Nyligen[när?] fann man en autentisk runa i ett 1300-talsdokument som var identisk med en av de ovanliga runor på runstenen som experter antagit varit påhittade. Efter detta undersökte Wolter varje runa för sig med mikroskop. Han fann då serier av prickar i fyra ”R”-runor. Efterforskningar har visat att identiska prickar bara hittats på 1300-talsgravar i kyrkor på Gotland. Wolter såg detta som ett bevis för Kensingtonstenens autenticitet.
Några kritiker har noterat skarpheten i de inmejslade runorna och frågat sig hur dessa överlevt århundraden av vinter- och sommarperioder. Å andra sidan har stenens baksida skarpa märken av glaciärmärken som är tusentals år gamla. Andra konstaterar att runorna vittrat som stenen i sin helhet.

### Runraden på Kensingtonstenen

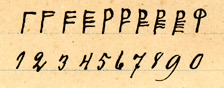
Edward Larssons noteringar från 1885 visar användandet av pentadiska sifferrunor och hur de ersätter arabiska siffror.

Inskriften består av 30 olika runor. Av dessa hör 19 till den normala medeltida runraden: a, b, d, e, f, g, h, i, k, l, m, n, o, p, r, s, t, th och v. Det finns även tre runor som är markerade med två prickar över runan i fråga, dessa representerar ü, ä och ö. Det finns också en bindruna som representerar kombinationen EL. Till slut finns det sju tecken som representerar siffrorna 1, 2, 3, 4, 6, 8 och 10. Innan Edward Larssons anteckning rörande runrader dök upp i Sverige 2004 var man ganska oense vilken av de många runrader som är kända som var representerad på inskriften. Larssons anteckning tar upp två olika runrader, en futhark och ett runalfabet (futhark innebär att runraden börjar med runorna  f u th a r k, ett alfabet börjar med a b, se bild nedan). Läsaren kan se att den första futharken består av 22 runor, där de två sista är bindrunor som representerar kombinationen EL och MW. Hans andra runrad, ett runalfabet, består av 27 runor, där de tre sista representerar de moderna svenska bokstäverna å, ä och ö. Genom att jämföra de tre runraderna, Kensingtonstenens med Larssons två runrader, blir det uppenbart att Kensingtonstenens runor i stort är en kombination av Larssons två runrader: På stenen är runorna som representerar e, g, n och i tagna från Larssons futhark, och runorna för a, b, k, u, v, ä och ö är tagna från Larssons runalfabet. Dessa förklaringar blev kända efter att Kensingtonstenen senast togs till en utställning i Stockholm.

### Lingvistisk och kulturell kontext
2001 publicerade Nielsen en artikel på Scandinavian Studies hemsida där han hävdade att runorna var dalrunor. Han menade att några runor på Kensingtonstenen liknar dalrunor, även om hälften inte har en sådan koppling utan istället passar bättre med medeltida 1300-talsrunor. Uppsala-professorn Henrik Williams presenterade en liknande tanke 2016.
2004 hävdade tvillingarna Massey (Keith Massey och Kevin Massey) att ihopskrivningen av frasen AVM (Av[e] Maria) på Kensingtonstenen är fullständigt medeltida och inte allmänt känd när stenen hittades.
I The Kensington Runestone: Approaching a Research Question Holistically (2005) påpekade arkeologen Alice Beck Kehoe att det kan ha funnits en kontakt mellan indianer och nordbor redan innan 1300-talet, vilket stärker möjligheten av en skandinavisk  1300-talsexpedition. Dessa antaganden inkluderar historiska källor till ”blonda” indianer hos mandan-folket vid övre Missourifloden, tecken på en tuberkulosepidemi bland indianer på 1000-talet och Hochunks (Winnebago) berättelse om förfadern ”Red Horn” och dennes möte med ”rödhåriga jättar”.
Dalrunor liknar de runor som har hittats i Haverö i Medelpad, vilka enligt runologen Magnus Källström år 2017, skrevs innan år 1888 och har ändå fler likheter med Kensintonstenens runor. I taket på Ersk-Matsgårdens drängkammare i Hassela socken finns det ett hundratal runor, vilka liknar de runor som finns på Kensingtonstenen, och som kallas Hasselarunorna. Runorna har dechiffrerats av läraren Anna Björk och elever i en av hennes klasser på Arthur Engbergskolan i Hassela, ett arbete för vilket Anna Björk och eleverna tilldelats Riksantikvarieämbetets förtjänstmedalj för 2019.

### Text
Kensingtonstenens inskription på framsidan (där ett fåtal ord kan ha försvunnit på grund av vittring, speciellt i det nedre vänstra hörnet) lyder:
8:göter:ok:22:norrmen:po:

opþagelsefarþ:fro

vinlanþ:of:vest:vi:

haþe:läger:veþ:2:skylar:en:

þags:rise:norr:fro:þeno:sten:

vi:var:ok:fiske:en:þagh:äptir:

vi:kom:hem:fan:10:man:röþe:

af:bloþ:og:þeþ:AVM:

fräelse:af:illu:
Översättning:
8 götar och 22 norrmän på upptäcktsfärd från Vinland i väst Vi hade läger vid 2 skjul en dags resa norr från denna sten Vi var och fiskade en dag. Efter vi kom hem fann 10 män röda av blod och döda AVM (Ave Maria) Fräls från ondska
Texten på stenens sida lyder:
har:10:mans:we:hawet:at:se:

äptir:wore:skip:14:dagh:rise:

from:deno:öh:ahr:1362:
Översättning:
har 10 män vid havet att se efter våra skepp 14 dagars resa från denna ö år 1362
Eftersom originaltexten är lätt att förstå för en modern skandinav är detta faktum ett av de starkare bevisen för att stenen skulle vara ett falsarium. Språket ligger mycket närmare 1800-talssvenska än 1300-talssvenska.
Förkortningen AVM (skriven med latinska bokstäver) för Ave Maria är historiskt överensstämmande då skandinaver på 1300-talet var katoliker.
Ett exempel på den lingvistiska diskussionen som följt texten är den svenska termen ”upptäcktsfärd”, eller ”opþagelsefarþ” som det står på stenen, som varken är känd i fornsvenskan, forndanskan eller fornnorskan, inte heller i medeltida holländska eller lågtyska från 1300- och 1400-talet. I moderna skandinaviska språk heter det ”opdagelsesrejse” på danska, ”oppdagingsferd”/”oppdagelsesferd” på norska, och det antas vara ett etymologiskt faktum att det moderna ordet är inlånat från holländskans opdagen och tyskans aufdecken, vilka i sin tur är översättningslån från franskans découvrir. I en konversation med Holand 1911 noterade lexikografen Söderwall (som redigerade den fornsvenska ordboken) att hans arbete var begränsat på grund av att han mestadels hade tillgång till formella och officiella dokument och att roten till ordet ”opdage” antagligen lånats från en germansk term (det vill säga lågtyska, holländska eller högtyska); vilket också indikeras av slutet ”-else”, vilket karaktäriserar en hel klass av ord som skandinaverna lånade från sina grannar i söder. Emellertid kunde ordet inte ha lånats från detta håll förrän dessa språk i sin tur lånat in ordet från franskan, vilket inte skedde förrän under 1500-talet. Lingvister som, på grund av detta och liknande fall, hävdar att stenen inte är autentisk, anser att ordet ”opþagelsefarþ” är en neologism och har också påpekat att den norska 1800-talshistorikern Gustav Storm ofta använde ordet i en serie av artiklar kring vikingafärder som publicerades i en norsk dagstidning som var känd för att cirkulera i Minnesota.
Nielsen föreslår dock att þ som ovan tolkats som th eller d också skulle kunna motsvara ett t-ljud, vilket gör att ordet ”opþagelsefarþ” skulle kunna översättas som uptagelsfart (det vill säga att ”ta land”), alltså en acceptabel 1300-talsterm. Ett problem med denna tolkning är att þ-runan i den resterande texten regelbundet korresponderar med modern skandinaviskas d-ljud och bara sällan till det historiska th-ljudet, medan t-runan används för alla andra t-ljud.
En annan sak som påpekats av skeptikerna är textens avsaknad av kasus. Norskan hade samma fyra kasus som modern tyska. Dessa försvann efter hand på 1500-talet men användes fortfarande på 1300-talet. Dessutom använder inte texten verbformer i plural, vilket var allmänt på 1300-talet och som bara nyligen försvunnit från de moderna språken i Skandinavien. De exempel som kan lyftas fram är (pluralformer inom parentes) ”wi war” (wörum), ”hathe” (höfuðum), ”[wi] fiske” (fiskaðum), ”kom” (komum), ”fann” (funnum) och ”wi hathe” (hafdum). Å andra sidan har försvararna av stenens äkthet kunnat peka ut sporadisk användning av dessa enklare former redan i några få 1300-talstexter - ett århundrade då stora morfologiska förändringar i de skandinaviska språken hade börjat verka.
Inskriften innehåller också runsiffror (eller pentadiska siffror) som aldrig hittats på någon äkta runsten. Siffror var vanligtvis utskrivna med runor som vanliga ord.

### Mer kring Edward Larssons anteckningar

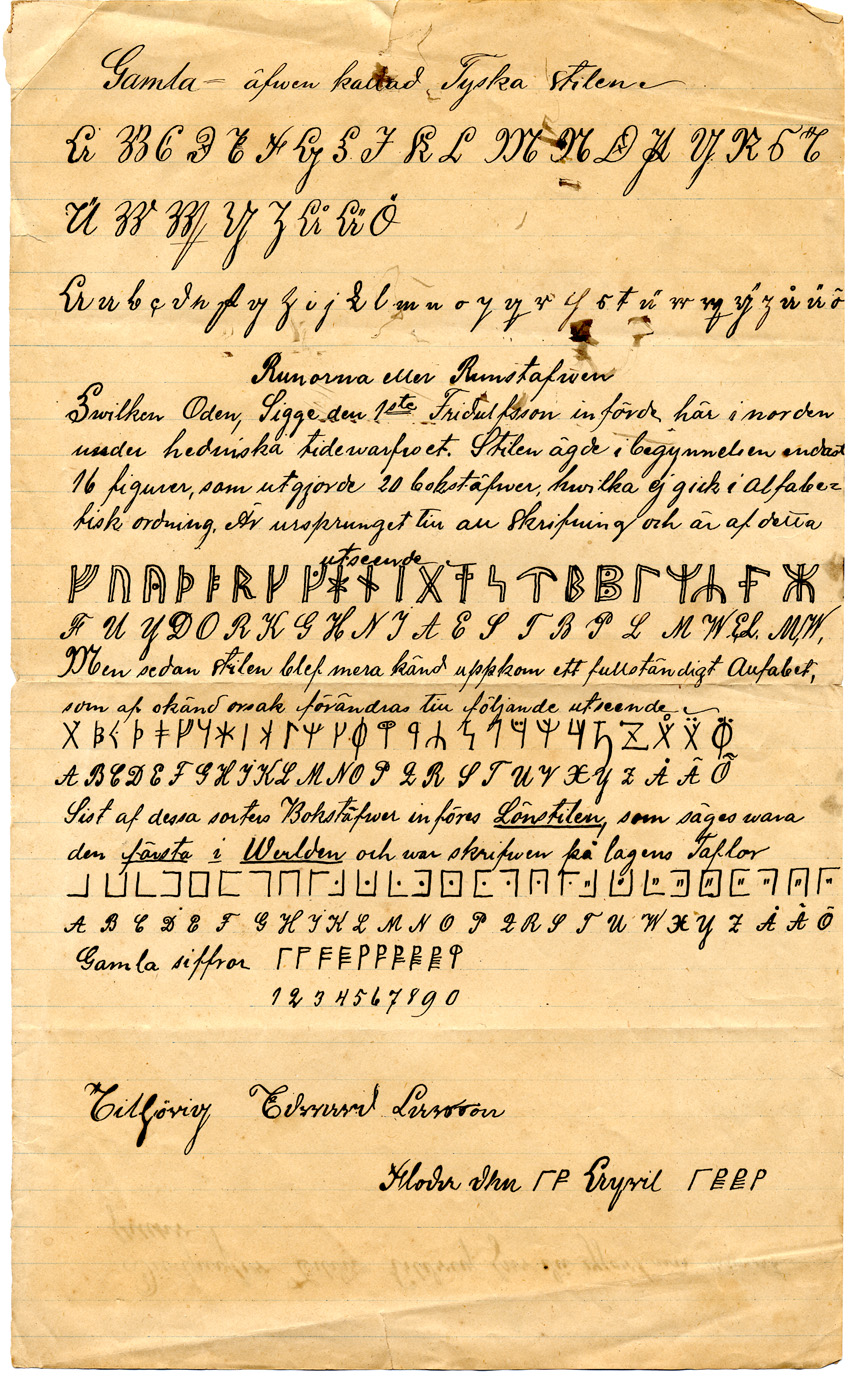
Edward Larssons anteckning

Många runor i inskriptionen är tagna från den kända runrad som fanns på 1300-talet, men 2004 upptäcktes det att dessa runor nedskrivits 1885 tillsammans med pentadiska siffror i en av den då 18-årige skräddaren Edward Larssons anteckningar. En kopia publicerades av Dialekt-, ortnamns- och folkminnesarkivet i Umeå tillsammans med en artikel som tog upp frågan om runorna möjligen fungerat som ett hemligt chiffer bland skräddare under denna tid. Dock har inget 1800-talsdokument med dessa runor hittats, vilket eventuellt pekar på att hemligheten skyddats väl. Anteckningen inkluderar också murarchiffer, utvecklad av frimurarna, och det är kanske inte underligt att förkortningen AVM, som finns med latinska bokstäver på Kensingtonstenen, också dyker upp (för AUM) på masonska gravstenar; Wolter och Nielsen föreslår till och med en koppling till Tempelriddarna i sin bok från 2005.
Utan någon källa för Larssons runrad (till exempel en äldre bok eller en modern bok för skräddarnas skrå) är det svårt att datera deras ursprung. Runorna skulle kunna ha varit tillgängliga för en 1800-talsförfalskare, men Larssons anteckningar eliminerar all sannolikhet för att de ovanliga runorna var påhittade av stenens upphovsman.
Docenten i arkeologi Mats G. Larsson har i sin bok Kensington 1898. Runfyndet som gäckade världen (Stockholm 2012) summerat debatterna kring stenen, och också försökt rekonstruera hur ett eventuellt tillvägagångssätt sett ut om stenen är ett falsarium.

## Konsensus
Konsensus bland professionella runologer och lingvister är att Kensingtonstenen är ett falsarium. De som hävdar att stenen har modernt skandinaviskt ursprung påpekar att de obskyra medeltida runor och ordformer som finns på stenen skulle varit okända för en potentiell förfalskare på 1800-talet. Dessa förespråkare tenderar att vara entusiastiska men saknar tyngre akademiska expertkunskaper. Intresserade professionella arkeologer, historiker och skandinaviska lingvister ifrågasätter i regel stenens autenticitet.